# Distrito electoral 10 (condado de Dawes, Nebraska)
El distrito electoral 10 (en inglés: Precinct 10) es un distrito electoral ubicado en el condado de Dawes en el estado estadounidense de Nebraska. En el Censo de 2010 tenía una población de 775 habitantes y una densidad poblacional de 2,15 personas por km².

## Geografía
El distrito electoral 10 se encuentra ubicado en las coordenadas 42°35′27″N 103°21′45″O / 42.59083, -103.36250. Según la Oficina del Censo de los Estados Unidos, el distrito electoral 10 tiene una superficie total de 359.63 km², de la cual 359.47 km² corresponden a tierra firme y (0.05%) 0.16 km² es agua.

## Demografía
Según el censo de 2010, había 775 personas residiendo en el distrito electoral 10. La densidad de población era de 2,15 hab./km². De los 775 habitantes, el distrito electoral 10 estaba compuesto por el 97.16% blancos, el 0.65% eran amerindios, el 0.13% eran de otras razas y el 2.06% pertenecían a dos o más razas. Del total de la población el 1.16% eran hispanos o latinos de cualquier raza.